# Mulu Mesfin
Mulu Mesfin és una infermera etíop que ha atès centenars de víctimes de violació des de l’inici de la guerra de Tigre, el novembre de 2020.
És infermera des de fa més de 10 anys i actualment (2022) treballa al One Stop Center de Mekele, la capital de la regió del Tigre d'Etiòpia. El centre ofereix serveis mèdics, psicològics i jurídics a les víctimes d'abús i violència sexual.
El 2018 Mesfin va començar a fer campanya per posar fi a la violència contra les nenes i les dones joves al Tigre, un tema que s'ha tornat cada vegada més urgent des que va començar l'actual guerra civil a finals del 2020. Des de llavors ha atès centenars de víctimes de violació, de 10 a 15 cada dia, i verifica que la xifra de dones abusades no decreix, sinó que augmenta. Calcula que pot arribar a ser vint vegades més gran. Igualment, recull i fa d’altaveu del testimoni d’aquestes dones, atacades durant setmanes senceres per grups de soldats, tant eritreus com etíops.
El desembre de 2021 la BBC la va incloure a la llista 100 Women.